# Antiracotis
Antiracotis is een geslacht van vlinders van de familie spanners (Geometridae), uit de onderfamilie Ennominae.

## Soorten
- A. anacantha Prout
- A. angulosa Herbulot, 1973
- A. apodosima Prout, 1931
- A. breijeri Prout, 1922
- A. grisea Janse, 1932
- A. incauta Prout, 1916
- A. squalida Butler, 1878
- A. zebrina Warren, 1899